# Europeiska spelen 2019
Europeiska spelen 2019 var de andra (II) europeiska spelen och arrangerades mellan den 21 och 30 juni 2019 i Minsk, Vitryssland. Spelen skulle ha arrangerats i Nederländerna men den 10 juni 2015 meddelades att Nederländerna drog sig ur arrangörskapet. Den 21 oktober 2016 bekräftades att Minsk i Vitryssland tilldelats arrangörskapet för spelen.

## Val av värdstad
Europeiska Olympiska Kommittén (EOC) meddelade under 2014 att det inte skulle bli en komplicerad ansökningsprocess inför spelens andra genomförande 2019, till skillnad mot ansökningsförfarandet för Olympiska spelen. Istället hade EOC en privat dialog med potentiella arrangörsstäder för att minimera onödiga kostnader samt att göra processen kortare.
Den 18 maj 2015 meddelade EOC:s president Patrick Hickey att EOC utsett Nederländerna som arrangör för spelen. Alla 50 medlemsländer var eniga vid beslutet som fattades vid en extra kongress i Turkiet. Det var tänkt att spelen skulle arrangeras i nio olika städer på redan existerande anläggningar.
Nederländerna hoppade den 10 juni 2015 av arrangörskapet. Avhoppet motiverades med att det inte fanns tillräckligt med ekonomiskt stöd och de ifrågasattes också hur många toppidrottare som skulle kunna delta då både simsport och friidrott har europamästerskap detta år.
Förhandlingarna om vem som skulle arrangera spelen istället för Nederländerna fortsatte utanför offentligheten. EOC meddelade att det fanns sju potentiella arrangörer och det spekulerades i att Turkiet var en av dessa.
I november 2015 beslutades att Sotji och Kazan i Ryssland skulle arrangera spelen, förutsatt att landet löste sina problem kring dopning. Så blev inte fallet utan i oktober 2016 gick arrangörskapet istället till Minsk i Vitryssland.

## Arenor
Dinamostadion var huvudarena för spelen, där hölls öppnings- och avslutningsceremonierna samt tävlingarna i friidrott. Landsvägscyklingen genomfördes på gatorna i Minsk.
| - Dinamostadion – ceremonier, friidrott - Minsk-Arena – gymnastik - Velodromen i Minsk-Arena och Minsk stad – cykling - Palova Arena – basket - Urutjie sportpalats – boxning - Tjizjovka-Arena – karate, judo - Regattan i Zaslaŭje – kanot | - Minsks sportpalats – brottning, sambo - Sporting club – skytte - Shooting Centre – skytte - Falcon club – badminton - FK Minsks sportkomplex – bågskytte - Olympic Sport Complex – strandfotboll, beachvolleyboll - Tennis Olympic Center – bordtennis |

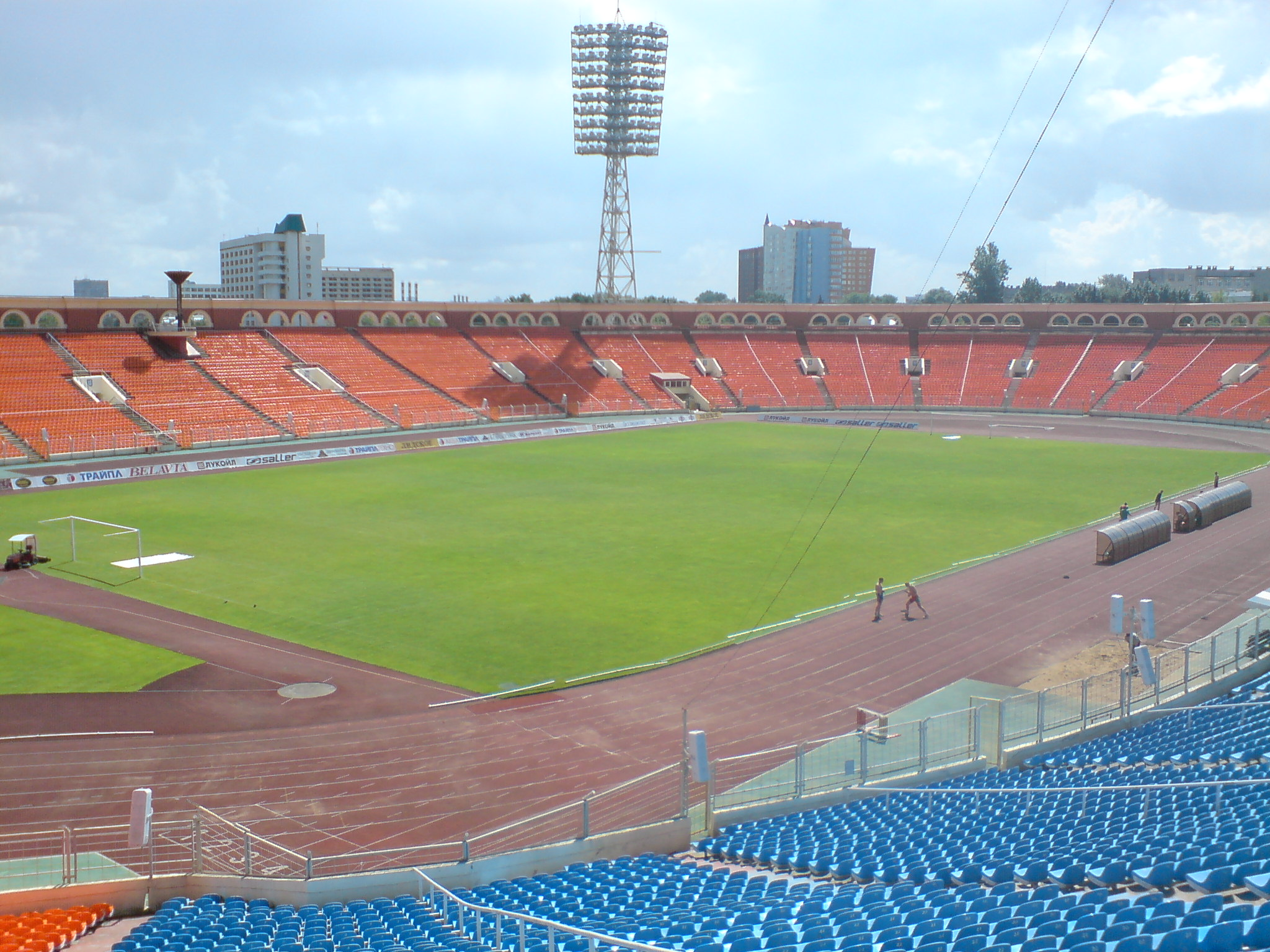
Friidrott och ceremonier arrangerades på Dinamostadion.

## Sporter
I maj 2017 meddelade Europeiska Olympiska Kommittén (EOC) att Europeiska spelen 2019 skulle innehålla 16 sporter. Senare reviderades detta till 15 sporter. Skillnaden mot programmet i Baku 2015 var att fäktning, simsport, taekwondo, triathlon och volleyboll inte fanns med. Liksom i Baku 2015 arrangerades inte tävlingarna i fotboll och basket i olympiskt format utan istället spelades strandfotboll och 3x3.
Åtta av sporterna fungerade även som kvaltävlingar inför Olympiska sommarspelen 2020. Tävlingarna i boxning och judo räknades även som officiella Europamästerskap.

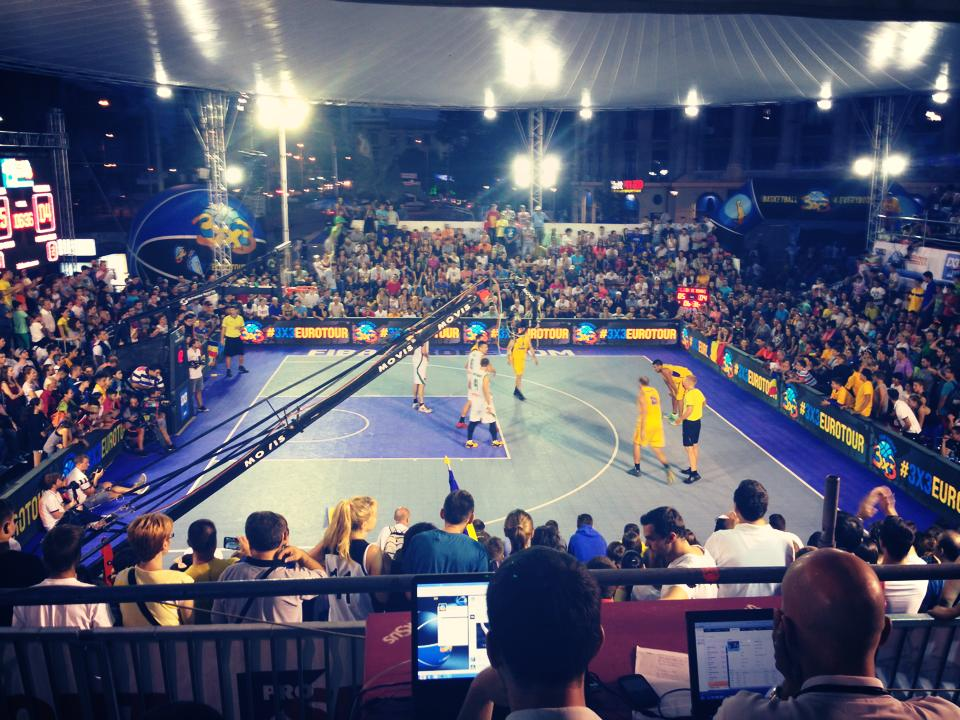
Basket 3x3 var en av grenarna under spelen.

| - Badminton - Basket - Bordtennis - Boxning - Brottning - Bågskytte - Cykling - Friidrott | - Gymnastik - Judo - Kanot - Karate - Sambo - Skytte - Strandfotboll |  |

## Kalender
Under spelen delades det ut medaljer i totalt 200 grenar.
| ÖC | Öppningsceremoni | ● | Tävlingar | 1 | Medaljtävlingar | AC | Avslutningsceremoni |

| Juni          | Juni          | 21 Fre | 22 Lör | 23 Sön | 24 Mån | 25 Tis | 26 Ons | 27 Tor | 28 Fre | 29 Lör | 30 Sön | Medalj tävlingar |
| ------------- | ------------- | ------ | ------ | ------ | ------ | ------ | ------ | ------ | ------ | ------ | ------ | ---------------- |
| Ceremonier    | Ceremonier    | ÖC     |        |        |        |        |        |        |        |        | AC     |                  |
| Badminton     | Badminton     |        |        |        | ●      | ●      | ●      | ●      | ●      | 2      | 3      | 5                |
| Basket        | Basket        | ●      | ●      | ●      | 2      |        |        |        |        |        |        | 2                |
| Bordtennis    | Bordtennis    |        | ●      | ●      | ●      | 1      | 2      | ●      | ●      | 2      |        | 5                |
| Boxning       | Boxning       | ●      | ●      | ●      | ●      | ●      | ●      |        | ●      | 7      | 8      | 15               |
| Brottning     | Brottning     |        |        |        |        | ●      | 4      | 4      | 4      | 3      | 3      | 18               |
| Bågskytte     | Bågskytte     | ●      | 2      | 2      | ●      | ●      | 2      | 2      |        |        |        | 8                |
| Cykling       | Cykling       |        | 1      | 1      |        | 2      |        | 2      | 6      | 6      | 6      | 24               |
| Friidrott     | Friidrott     |        |        | 9      |        | ●      | ●      |        | 1      |        |        | 10               |
| Gymnastik     | Gymnastik     |        | 5      | 9      | 3      | 3      |        | ●      |        | 2      | 10     | 32               |
| Judo          | Judo          |        | 5      | 4      | 5      | 1      |        |        |        |        |        | 15               |
| Kanot         | Kanot         |        |        |        |        | ●      | 5      | 11     |        |        |        | 16               |
| Karate        | Karate        |        |        |        |        |        |        |        |        | 6      | 6      | 12               |
| Sambo         | Sambo         |        | 9      | 9      |        |        |        |        |        |        |        | 18               |
| Skytte        | Skytte        |        | 2      | 4      | 4      | 1      | 3      | 3      | 2      |        |        | 19               |
| Strandfotboll | Strandfotboll |        |        |        |        | ●      | ●      | ●      | ●      | 1      |        | 1                |
| Totalt        | Totalt        |        | 24     | 38     | 14     | 8      | 16     | 22     | 13     | 29     | 36     | 200              |
| Juni          | Juni          | 21 Fre | 22 Lör | 23 Sön | 24 Mån | 25 Tis | 26 Ons | 27 Tor | 28 Fre | 29 Lör | 30 Sön | Medalj tävlingar |

## Medaljfördelning
Totalt delades 683 medaljer ut (200 guld, 200 silver och 283 brons). Av 50 deltagande nationer tog 43 minst en medalj och 34 minst ett guld. Ryssland vann medaljligan med 44 guldmedaljer och 109 medaljer sammanlagt.
  *   Värdnation
| Pl.    | Nation                  | Guld | Silver | Brons | Totalt |
| ------ | ----------------------- | ---- | ------ | ----- | ------ |
| 1      | Ryssland                | 44   | 23     | 42    | 109    |
| 2      | Vitryssland*            | 24   | 16     | 29    | 69     |
| 3      | Ukraina                 | 16   | 17     | 18    | 51     |
| 4      | Italien                 | 13   | 15     | 13    | 41     |
| 5      | Nederländerna           | 9    | 13     | 7     | 29     |
| 6      | Tyskland                | 7    | 6      | 13    | 26     |
| 7      | Georgien                | 6    | 10     | 14    | 30     |
| 8      | Frankrike               | 6    | 9      | 13    | 28     |
| 9      | Storbritannien          | 6    | 9      | 8     | 23     |
| 10     | Azerbajdzjan            | 5    | 10     | 13    | 28     |
| 11     | Armenien                | 5    | 3      | 3     | 11     |
| 12     | Spanien                 | 5    | 2      | 6     | 13     |
| 13     | Ungern                  | 4    | 6      | 9     | 19     |
| 14     | Belgien                 | 4    | 1      | 1     | 6      |
| 14     | Slovenien               | 4    | 1      | 1     | 6      |
| 16     | Bulgarien               | 3    | 7      | 8     | 18     |
| 17     | Portugal                | 3    | 6      | 6     | 15     |
| 18     | Schweiz                 | 3    | 3      | 4     | 10     |
| 19     | Israel                  | 3    | 3      | 1     | 7      |
| 20     | Grekland                | 3    | 2      | 4     | 9      |
| 21     | Danmark                 | 3    | 2      | 3     | 8      |
| 22     | Polen                   | 3    | 1      | 10    | 14     |
| 23     | Sverige                 | 3    | 1      | 4     | 8      |
| 24     | Turkiet                 | 2    | 6      | 7     | 15     |
| 25     | Tjeckien                | 2    | 5      | 6     | 13     |
| 26     | Rumänien                | 2    | 3      | 5     | 10     |
| 27     | Lettland                | 2    | 3      | 2     | 7      |
| 28     | Kroatien                | 2    | 1      | 5     | 8      |
| 29     | Litauen                 | 2    | 1      | 0     | 3      |
| 30     | Finland                 | 2    | 0      | 1     | 3      |
| 31     | Irland                  | 1    | 2      | 4     | 7      |
| 31     | Österrike               | 1    | 2      | 4     | 7      |
| 33     | Serbien                 | 1    | 2      | 3     | 6      |
| 34     | Kosovo                  | 1    | 1      | 1     | 3      |
| 35     | Estland                 | 0    | 2      | 3     | 5      |
| 36     | Moldavien               | 0    | 1      | 4     | 5      |
| 37     | Slovakien               | 0    | 1      | 3     | 4      |
| 38     | Luxemburg               | 0    | 1      | 2     | 3      |
| 39     | Bosnien och Hercegovina | 0    | 1      | 0     | 1      |
| 39     | Cypern                  | 0    | 1      | 0     | 1      |
| 39     | Montenegro              | 0    | 1      | 0     | 1      |
| 42     | Norge                   | 0    | 0      | 2     | 2      |
| 43     | San Marino              | 0    | 0      | 1     | 1      |
| Totalt | Totalt                  | 200  | 200    | 283   | 683    |